# Hymenothrix
Hymenothrix es un género de plantas fanerógamas perteneciente a la familia de las asteráceas. Comprende 7 especies descritas y solo 5 aceptadas.

## Taxonomía
El género fue descrito por  Asa Gray y publicado en Memoirs of the American Academy of Arts and Science, new series 4(1): 102. 1849. La especie tipo es: Hymenothrix wislizeni A. Gray. 

## Especies aceptadas
A continuación se brinda un listado de las especies del género Hymenothrix aceptadas hasta junio de 2012, ordenadas alfabéticamente. Para cada una se indica el nombre binomial seguido del autor, abreviado según las convenciones y usos.
- Hymenothrix greenmanii (Heiser) B.L.Turner
- Hymenothrix loomisii S.F.Blake
- Hymenothrix palmeri A.Gray
- Hymenothrix wislizeni A.Gray
- Hymenothrix wrightii A.Gray